# Polær iskappe
En polær iskappe eller polærkappe er en region af en planet, dværgplanet eller måne, der ligger ved høj breddegrad og er dækket i is.
Der findes ingen krav til isens størrelse eller sammensætning for at man kan bruge betegnelsen polær iskappe, og heller intet geologisk krav om at den skal dække land, men den skal være et legeme af faststof i polarområdet. Dette gør at begrebet "polær iskappe" ikke er helt pricist, da begrebet iskappe anvendes mere snævert til legemer over land og dækker mindre end 50.000 km2: større områder kaldes indlandsis.